# Wagait Shire
1. | Shire of Wagait                             |                     |
| Lage des Wagait Shire im Northern Territory |                     |
| Gliederung                                  |                     |
| Staat:                                      | Australien          |
| Bundesstaat:                                | Northern Territory  |
| Verwaltungssitz:                            | Wagait Beach        |
| Daten und Zahlen                            |                     |
| Fläche:                                     | 5,663 km²           |
| Einwohner:                                  | 423 (2021)          |
| Bevölkerungsdichte:                         | 75 Einwohner je km² |
| Website: wagait.nt.gov.au                   |                     |

Koordinaten: 12° 26′ S, 130° 45′ O

Das Wagait Shire ist eine Local Government Area (LGA) im Northern Territory von Australien. Das Gebiet ist 5,7 km² groß und hat etwa 420 Einwohner.
Wagait liegt am Top End des Northern Territory am Nordostende der Cox Peninsula und besteht aus der Ortschaft Wagait Beach, Mandorah und zusätzlich einem etwas südlich davon gelegenen Landstreifen. Mandorah ist die Anlegestelle der Fähre, die die knapp 6 km breite Mündung des Darwin Harbour bis zur Hauptstadt Darwin überquert. Bis auf Wagait und Belyuen ist der größte Teil der Cox-Halbinsel nicht unter Eigenverwaltung („unincorporated“). Fast alle Einwohner des Shires leben in Wagait Beach.
1995 wurde die LGA als Cox Peninsula Shire gegründet und 2008 in Wagait Shire umbenannt.

## Verwaltung
Der Wagait Shire Council hat 5 Mitglieder. Aus dem Kreis der Councillor wird der Ratsvorsitzende und President des Shires gewählt. Das Gebiet ist nicht in Bezirke untergliedert.